# Liste der Baudenkmale in Roduchelstorf
In der Liste der Baudenkmale in Roduchelstorf sind alle denkmalgeschützten Bauten der mecklenburgischen Gemeinde Roduchelstorf und ihrer Ortsteile aufgelistet. Grundlage ist die Veröffentlichung der Denkmalliste des Kreises Nordwestmecklenburg mit dem Stand vom 16. September 2020.

## Baudenkmale nach Ortsteilen

### Roduchelsdorf
| ID   | Lage           | Bezeichnung                    | Beschreibung | Bild |
| ---- | -------------- | ------------------------------ | ------------ | ---- |
| 1191 | Hauptstraße 18 | ehem. Schmiede m. Kran         |              |      |
| 1192 | Hauptstraße 22 | ehem. Rauchhaus                |              |      |
| 1193 | Hauptstraße    | Scheune (Flur 1/103)           |              |      |
| 1190 |                | altes Spritzenhaus (Flur 1/99) |              |      |

### Cordshagen
| ID  | Lage          | Bezeichnung         | Beschreibung | Bild |
| --- | ------------- | ------------------- | ------------ | ---- |
| 163 | Dorfstraße 15 | Wohnhaus mit Stall  |              |      |
| 164 | Dorfstraße 14 | Transformatorenhaus |              |      |

## Quelle
- Denkmalliste des Landkreises Nordwestmecklenburg (Stand: 9. November 2023; PDF, 1,2 MByte)

- Karte mit allen Koordinaten:
- OSM |
- WikiMap